# 1972年夏季残疾人奥林匹克运动会英国代表团
1972年夏季残疾人奥林匹克运动会英国代表团是英国派出的1972年夏季残疾人奥林匹克运动会代表团。获得16枚金牌、15枚银牌和21枚铜牌。